# Watchmen (película de 2024)
Watchmen es una película animada para adultos estadounidense de superhéroes de 2024 en dos partes, dirigida por Brandon Vietti y escrita por J. Michael Straczynski.
Pertenece al Universo de Películas Animadas de DC. Producida por DC Studios, Warner Bros. Animation y Paramount Pictures, y distribuida por Warner Bros. Home Entertainment, la película está basada en la miniserie Watchmen publicada por DC Comics, cocreada e ilustrada por Dave Gibbons junto al cocreador y autor Alan Moore quien decidió no tener créditos en esta.
Las voces fueron protagonizadas por Matthew Rhys, Katee Sackhoff, Titus Welliver, Troy Baker, Adrienne Barbeau y Michael Cerveris.
Gibbons se desempeñó como productor consultor en la película. La animación de la película estuvo a cargo de Studio Mir.
La primera parte (titulada Watchmen Capítulo I) se lanzó el 13 de agosto de 2024, mientras que la segunda parte (Watchmen Capítulo II) se lanzó el 26 de noviembre de 2024.

## Argumento
Watchmen Chapter I adapta la historia de los primeros 6 números de la miniserie originalmento publicada entre 1986 y 1987 por DC Comics.
Ambientada en un año 1985 alternativo, Nite Owl y Silk Spectre se ven obligados a salir de su retiro para resolver un asesinato y descubrir una siniestra conspiración.. Mientras lidian con la ética personal, los demonios internos y una sociedad que se ha vuelto contra ellos, corren contra el reloj para descubrir un complot cada vez más profundo que podría desencadenar una guerra nuclear global.

## Reparto de voces
| Actor               | Personaje                                                                  |
| ------------------- | -------------------------------------------------------------------------- |
| Titus Welliver      | Walter Kovacs / Rorschach                                                  |
| Matthew Rhys        | Dan Dreiberg / Búho Nocturno II, Fotógrafo 3                               |
| Katee Sackhoff      | Laurie Juspeczyk / Espectro de Seda II                                     |
| Troy Baker          | Adrian Veidt / Ozymandias, Ministro, Benny Anger                           |
| Rick D. Wasserman   | Edward Blake / El Comediante, Ciudadano 1, Fotógrafo 2                     |
| Adrienne Barbeau    | Sally Jupiter / Silk Spectre, Presentadora de TV                           |
| Corey Burton        | Capitán Metrópolis, Forbes, Presentador de TV                              |
| Michael Cerveris    | Jonathan Osterman / Dr. Manhattan, Padre                                   |
| Geoff Pierson       | Hollis Mason / Búho Nocturno I                                             |
| Yuri Lowenthal      | Wally Weaver, Criminal 1, Knot Top 2                                       |
| Jeffrey Combs       | Edgar Jacobi / Moloch el Místico, presentador de TV británico, Fotógrafo 1 |
| Phil LaMarr         | Narrador, Bernie, Guardia de seguridad                                     |
| John Marshall Jones | Justicia Encapuchada, General 1, Criminal 2                                |
| Kari Wahlgren       | Janey Slater, Knot Top femenina, Ciudadana 1                               |
| Jason Spisak        | Doug Roth, Presidente John F. Kennedy, Cocinero de restaurante             |
| Max Koch            | Detective Joe Bourquin, Bernard, Presidente Richard Nixon                  |
| Kelly Hu            | Yvonne, mujer vietnamita                                                   |
| Grey DeLisle        | Periodista, Ciudadana 2                                                    |
| Dwight Schultz      | Detective Steve Fine, Happy Harry                                          |

## Producción
En abril de 2017 se informó que Warner Bros. produciría una película animada para adultos basada en la serie de historieta. En 2023 se confirmó oficialmente que se encontraba en desarrollo la adaptación, con fecha tentativa de estreno en 2024. El avance publicitario se dio a conocer el 13 de junio de 2024 y se reveló que era una adaptación dividida en dos películas. El director Brandon Vietti elogió el trabajo de animación realizado por Studio Mir, afirmando en una entrevista que "Era una clase de material y realización que no creo que el estudio haya realizado hasta el momento, pero tuvimos varias discusiones interesantes al respecto y estuvieron a la altura del desafío".

## Estreno y recepción
Watchmen Chapter I fue estrenada digitalmente el 13 de agosto de 2024. La película fue puesta a la venta tanto en Blu-ray como la versión 4K Ultra HD el 27 de agosto de 2024.
En Rotten Tomatoes tuvo un porcentaje de aprobación del 92% basado en 11 opiniones, con una calificación promedio de 7.4/10. William Bibbiani de TheWrap sintió que la película adaptó respetuosamente la historia, pero le cuesta transmitir adecuadamente su complejidad y la describió "útil pero no del todo efectiva en lo visual". Brad Cook de Flickering Myth estuvo de acuerdo, diciendo que la película es una "adaptación bastante fiel" con un estilo visual que  "se parece mucho al del artista Dave Gibbons' con buenas representaciones de los personajes y del año 1985 alternativo en el que viven".
La continuación titulada Watchmen Chapter II cubre la segunda mitad de la historia de 12 números. Se lanzó el 26 de noviembre de 2024 en formato digital.